# Horst Veith

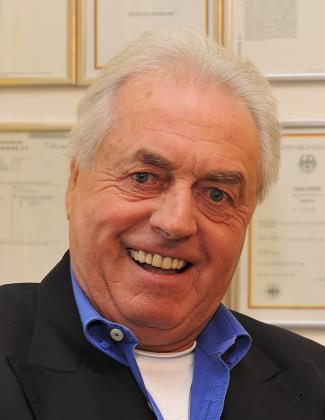
Bild Horst Veith

Horst Veith ist ein deutscher Erfinder, Hygieneexperte und Unternehmer.

## Leben
Horst Veith wuchs in der Nähe von Aschaffenburg auf. Bereits in seiner Kindheit war er bestrebt, die unterschiedlichsten Dinge zu vermarkten. Als Zwölfjähriger sammelte er besitzloses Fallobst, brachte es zu zentralen Sammelstellen und erhielt dafür Geld. Fünf Jahre später entwickelte er ein Scherengitter, das zwischen die Türrahmen geklemmt wird und verhindert, dass Kinder einen sicheren Bereich verlassen. Bis heute brachte Horst Veith zahlreiche weitere Erfindungen wie den Sicherungsgurt für Kindersitze, den Flaschenöffner mit Gaspatrone und das Anti-SARS-Spray hervor. Heute lebt Veith am Tegernsee und auf Mallorca.

## Hygieneexperte
Veith untersucht unter anderem den Verschmutzungsgrad von Matratzen.  Er stellt dazu Versuche an und befasst sich mit dem Innenleben zahlreicher Matratzen. Auf Basis der daraus gewonnenen Erkenntnisse entwickelte Veith ein Spezialreinigungssystem. Das Chemiefreie Verfahren dient der  Tiefenreinigung von Matratzen und Bezügen.
Durch den Einsatz von UV-Strahlung und hochfrequenten Schwingungen wird die Matratze gereinigt. Die abgesonderte UVC-Strahlung hat keimtötende Wirkung. Diese Spezialreinigung für Matratzen wird inzwischen weltweit  von mehr als 6.000 selbstständigen Dienstleistern genutzt. Ergänzend dazu entwickelte Veith ein spezielles Spray ohne chemische Substanzen, dass auf Matratzen und alle anderen textilen Oberflächen angewendet wird. Das Spray mit Mehrfachwirkung verhindert die Ausbreitung der Hausstaubmilbe.
Weitere Erfindungen im Bereich Hygiene sind ein Teppichreinigungssystem, eine Schadstoffüberprüfung mittels Sonde und die UV-Reinigung von Gläsern in der Gastronomie. Seit Jahren beweist Veith seine Expertise auch in zahlreichen Fernsehsendungen. Er führt dafür vor laufender Kamera Hygienetests durch.

## Auszug aus Veiths Erfindungen
- Scherengitter mit Sicherheitsverschluss
- knickbarer Trinkhalm
- Moonboots (Funktionalität)
- Sicherungsgurt für Kindersitze
- Klipp-Bilderrahmen
- Flaschenöffner mit Gaspatrone
- Schadstoffprüfung in Möbeln
- chemiefreie Reinigung von Matratzen
- Matratzen-Clean-Spray
- Multifunktionsboard für Kühlschränke
- „Schubi“, die hygienische Problemlösung für Küchenarbeitsflächen

## Medienauftritte
Veith absolvierte über 60 Fernsehauftritte. Er führte, teilweise von einer versteckten Kamera  begleitet, Hygienetests durch. Zudem moderierte Horst Veith auch mehrere Reisemagazine und stand unter anderem für ARD, ZDF, RTL, RTL II, VOX, BR, Sat.1, ProSieben und Kabel eins vor der Kamera. Darüber hinaus waren das Leben und die Erfindungen von Horst Veith auch Thema zahlreicher Presseberichte in Print- und Online-Medien.
Seit dem 7. Januar 2019 ist Veith neben Leon Windscheid, Rolf Claessen und Fränzi Kühne in der Jury der täglichen Sat.1-Erfindershow Wie genial ist das denn?! zu sehen.